# Elatostema oshimense
Elatostema oshimense là loài thực vật có hoa trong họ Tầm ma. Loài này được (Hatus.) T.Yamaz. mô tả khoa học đầu tiên năm 1972.